# 戈定
戈定，是《三国演义》中的虚构人物，青州刺史部東莱郡人。
孙权属下太史慈的同乡、部将。他与曹操部下守備合肥的张辽手下养马后槽是弟兄。戈定奉太史慈之命潜入合肥，太史慈让他在马厩放火，应外合攻破城池杀掉张辽。張遼冷静沉着应对，识破戈定计谋，李典擒获戈定兄弟。张辽询问得知实情，立斩戈定于马前。張遼設计引誘太史慈，太史慈負重傷，回营死去。